# 四大贝勒
四大贝勒指後金汗皇太極繼位之初國內權力相當的四位貝勒，此處貝勒並非後來的爵位等級，而是類似於早期女真社會對酋長的泛稱「勃堇」。后金的建立者努爾哈赤死後，皇太极继承汗位，但与其他三位亲王一同主持朝政。因天聰汗与另三位亲王在天命元年（1616年）均被册封为旗主（和硕贝勒），故皇太極執政早期的這段时間被称为四大贝勒时期。按年资齿序，大贝勒禮親王代善、二贝勒阿敏、三贝勒莽古尔泰、四贝勒皇太极，四人统称为「四大贝勒」。
- 大贝勒代善
- 二贝勒阿敏（舒尔哈齐子）
- 三贝勒莽古尔泰
- 四贝勒皇太极